# DraftSight
DraftSight er et 2D CAD program fra Dassault Systemes bygget på Open Design Alliances DWGdirect teknologi som gør at DraftSight bruger DWG som egen filformat.
Fordi den lægger sig tæt op ad Autodesks CAD produkt AutoCAD i brugerflade og funktioner beskrives DraftSight som en AutoCAD Clone. 
DraftSight er  fra version 2019  og for ældre udgivelser pr. 31.12.2019 ophørt med at være gratis.